# Charles Bentley
Charles Raymond Bentley (New York, 23 dicembre 1929 – Oakland, 19 agosto 2017) è stato un geofisico e glaciologo statunitense.
È stato professore emerito all'Università del Wisconsin-Madison e ha dato il suo nome al Monte Bentley e alla Fossa subglaciale di Bentley in Antartide. Nel 1957, insieme ad un gruppo di scienziati, ha condotto una spedizione attraverso l'Antartide Occidentale su cingolati per effettuare le prime misure sulla calotta di ghiaccio antartica.